# Daniel Costantini
Pour les articles homonymes, voir Costantini.

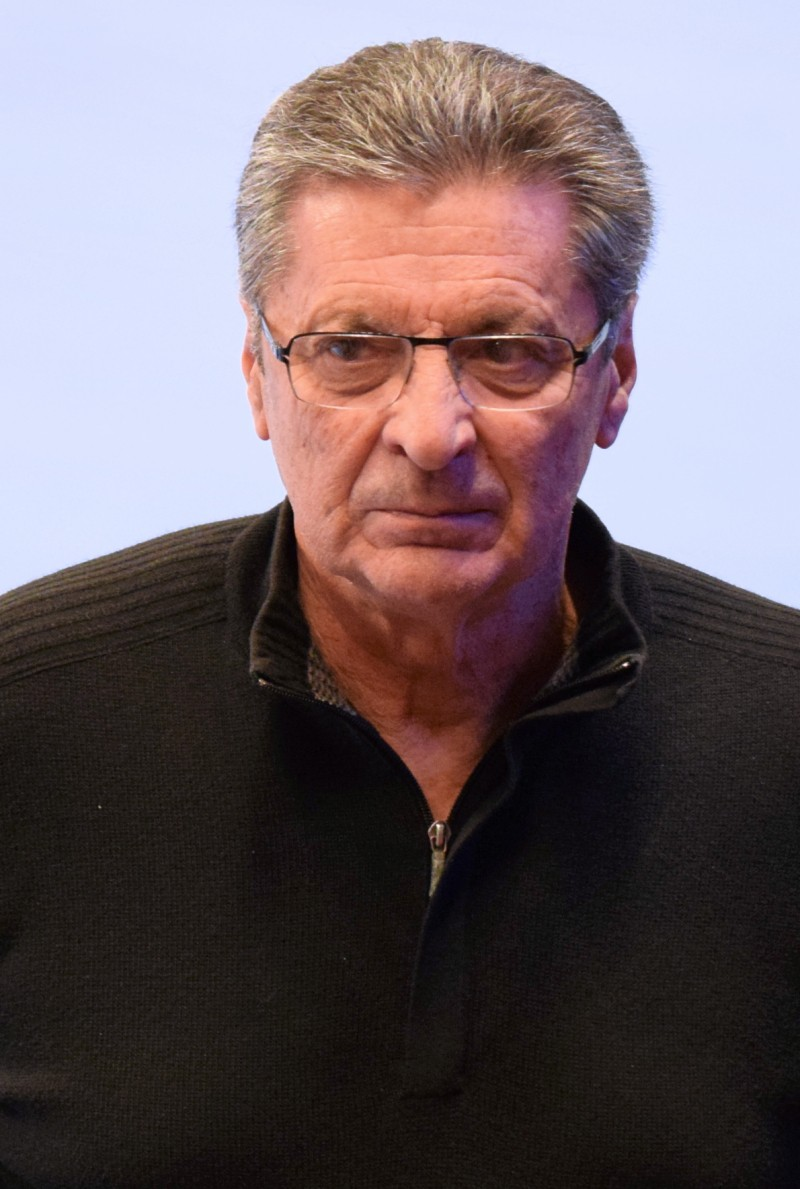
Daniel Costantini en 2014.

Daniel Costantini, né le 31 octobre 1943 à Marseille, est un joueur puis entraîneur français de handball.
En août 2010, il est élu meilleur entraîneur de handball de tous les temps au terme d'un sondage organisé par la Fédération internationale de handball (IHF).
Le 30 avril 2023, il entre dans le Hall of Fame du handball français.

## Biographie

### Carrière de joueur
Alors qu'il effectue sa scolarité au lycée Thiers, son professeur d'éducation physique et sportive lui conseille de faire du handball.
Après deux ans de pratique scolaire, il prend sa première licence en 1954 au Stade Marseillais Université Club où il effectue l'intégralité de sa carrière de joueur jusqu'en 1973. Champion de France junior en 1962, il y remporte ensuite trois titres de Champion de France en 1965, 1967 et 1969.
Il a également été sélectionné à 6 reprises en Équipe de France entre 1965 et 1968 ou à 10 reprises entre 1963 et mars 1968.

### Carrière d'entraîneur
À une époque où le handball est encore loin du sport professionnel, Daniel Costantini est professeur d'EPS au Lycée Périer à Marseille. Entraîneur de l'équipe de handball de ce lycée, il conduit cette équipe au titre de championne de France scolaire ASSU en 1975.
En 1973, il est nommé entraîneur du Stade Marseillais Université Club (SMUC), club historique du Championnat de France masculin de handball, qu'il a déjà remporté trois fois et que Costantini conduit au titre à deux reprises, en 1975 et en 1984. Il remporte également la deuxième édition de la Coupe de France en 1976.
En 1985, lorsqu'il prend en charge l'équipe de France masculine de handball, celle-ci est classée 19e mondiale. En changeant radicalement les habitudes prises, il conduira d'abord l'équipe de France du Mondial C (3e niveau international) à la 9e place au Championnat du monde 1990 en Tchécoslovaquie, synonyme de qualification pour les Jeux olympiques de 1992.
C'est justement au cours de ce tournoi olympique terminé avec une médaille de bronze qu'apparaît au grand jour une équipe qui deviendra les mythiques « Barjots ». C'est avec de fortes personnalités telles que Frédéric Volle, Philippe Gardent, Denis Lathoud, Stéphane Stoecklin et un génie Jackson Richardson qu'arrive la consécration mondiale au Championnat du monde 1995.
Après quelques déceptions comme les Jeux olympiques d'Atlanta et Jeux olympiques de Sydney, il reconduit, pour sa dernière compétition, l'équipe de France à la médaille d'or lors des Championnats du monde 2001 en France avec des joueurs tels que Jackson Richardson, son capitaine, ou Grégory Anquetil.

### Autres activités
Il devient consultant média sur RMC où il commente les rencontres de l'équipe de France lors des grandes compétitions telles que championnats du monde et les championnats d'Europe avec François Giuseppi ou Rodolphe Massé. Il a également commenté des matchs du championnat de France masculin de handball sur Eurosport avec Christophe Jammot. Lors des Jeux olympiques de 2008 à Pékin, il commente avec André Garcia les matchs de handball sur France Télévisions. En 2011, il rejoint la chaîne cryptée Canal+ où il participe aux Spécialistes.
Parallèlement, il travaille pour la Ligue nationale de handball.
Il est aussi membre du comité de parrainage de la Coordination pour l'éducation à la non-violence et à la paix.
Consultant pour l'agence RMC Sport, Daniel Costantini est chroniqueur dans Les Grandes Gueules du Sport animée par Gilbert Brisbois et Serge Simon sur RMC. Il est régulièrement invité dans le Moscato Show.

## Parcours

### Joueur
- Champion de France junior en 1962 avec le Stade Marseillais UC
- Champion de France en 1965, 1967 et 1969 avec le SMUC
- 6 sélections en équipe de France

### Entraîneur de club
- Champion de France avec le Stade Marseillais UC en 1975 et en 1984.

### Sélectionneur
Ses résultats en tant que sélectionneur de l'Équipe de France sont :
- Jeux olympiques
  -  Médaille de bronze aux Jeux olympiques de 1992 à Barcelone,  Espagne
  - 4e place aux Jeux olympiques de 1996 à Atlanta,  États-Unis
  - 6e place aux Jeux olympiques de 2000 à Sydney,  Australie
- Championnats du monde
  - Vainqueur (promu) du Championnat du monde C 1986
  - 8e place au Championnat du monde B 1987
  - 5e place (promu) au Championnat du monde B 1989
  - 9e place au Championnat du monde 1990,  Tchécoslovaquie
  -  Médaille d'argent au Championnat du monde 1993,  Suède
  -  Médaille d'or au Championnat du monde 1995,  Islande
  -  Médaille de bronze au Championnat du monde 1997,  Japon
  - 6e place au Championnat du monde 1999,  Égypte
  -  Médaille d'or au Championnat du monde 2001,  France
- Championnats d'Europe
  - 6e place au Championnat d'Europe 1994,  Portugal
  - 7e place au Championnat d'Europe 1996,  Espagne
  - 7e place au Championnat d'Europe 1998,  Italie
  - 4e place au Championnat d'Europe 2000,  Croatie

## Distinction personnelle
En août 2010, Daniel Costantini est élu meilleur entraîneur de handball de tous les temps au terme d'un sondage organisé par la Fédération internationale de handball (IHF),. Ce résultat est obtenu à l'issue d'un vote internet où, avec plus de 87,8 % des suffrages, il devance le Suédois Bengt Johansson avec 6,88 % et l'Ukrainien Ihor Tourtchyne et le Roumain Ioan Kunst-Ghermănescu (ro), moins de 3% chacun.
En novembre 2011, il figure au sein de la promotion 2011 des gloires du sport.

## Décorations
- Chevalier de la Légion d'honneur en 2001[9]